# Melanosaurus
Melanosaurus is een geslacht van uitgestorven reptielen, behorend tot de hazelwormen, dat leefde tijdens het Laat-Paleoceen tot Vroeg-Eoceen.
De typesoort Melanosaurus maximus werd in 1928 benoemd en beschreven door Charles Whitney Gilmore. De geslachtsnaam betekent 'zwarte hagedis'. De soortaanduiding betekent 'de grootste'. Het holotype is AMNH FR 5168. Het bestaat uit een blok steen met daarin een samengedrukte schedel met onderkaken en twee kleinere blokken met daarin wervels en beenschubben, alles vermoedelijk van een enkel individu. Het paratype is AMNH FR 5178 en bestaat uit losse beenderen van de schedel en de postcrania van een individu dat iets groter is dan het holotype. Melanosaurus is opgegraven uit de Wasatchformatie, die dateert van het Paleoceen - Eoceen, ongeveer 56 miljoen jaar oud. Fossielen van het dier zijn gevonden in het Clark's Fork Basin in Big Horn County, Wyoming. Het werd zo'n halve meter lang. De vondst werd eerder, in 1923, door Charles Camp toegewezen aan Xestops.
Vroeger werd Melanosaurus wel ingedeeld in een eigen Melanosaurini maar dat bleek een parafyletische groep te zijn en het begrip viel in onbruik. Tegenwoordig is een plaatsing in de Glyptosaurinae gebruikelijk. Volgens een kladistische analyse van Jack Lee Conrad en Mark Norell uit 2008 is Melanosaurus de zustersoort van Arpadosaurus gazinorum; voor hun klade gebruikten ze toch weer de naam Melanosaurini.